# گروندلزی
گروندلزی (به آلمانی: Grundlsee) یک منطقهٔ مسکونی در اتریش است که در ناحیه لیتسن واقع شده‌است. گروندلزی ۱۵۱٫۵۴ کیلومتر مربع مساحت دارد و ۷۳۲ متر بالاتر از سطح دریا واقع شده‌است.